# Collet de Can Canals
El Collet de Can Canals és un coll de carena del terme municipal de Bigues i Riells, a la comarca del Vallès Oriental, dins del territori del poble de Bigues.
Està situat a 412,2 metres d'altitud, a la carena que separa les masies de Can Canals i de Can Xesc, així com les valls dels torrents de Can Canals, al nord-oest, i de de Can Bonfadrí, al sud-est.